# 利希慎
利希慎（英語：Lee Hysan；1880年—1928年4月30日），名辑世，字遷羨，香港著名利希慎家族的創始人及毒梟。籍貫廣東開平，是最早從中國到美国的華工之一，從美國賺到錢後回到家鄉開平，後到新會購田地置業，再到香港謀新發展，通過販賣鴉片賺取第一桶金。

## 生平
利希慎生於廣東開平赤水鎮沙洲鄉水井坑村，年青時在美國接受教育。17歲時方隨父遷居香港，入讀皇仁書院，畢業後曾留校任教，不久进入香港上海汇丰银行当职员。亦曾在马来亚当过报馆翻译、开过锯木厂；在仰光开办双德丰船务公司，被派往香港任经理。
1924年他向英资怡和洋行以380萬買得東角一帶土地，原本打算興建鴉片提煉廠，但因香港政府宣佈禁售鴉片煙，便改為發展利園山。即今日香港利園山道、利舞臺廣場、波斯富街（部分）、恩平道、新寧道、新會道、開平道、啟超道、禮頓道（部分）一帶，并注册利希慎置业有限公司（希慎興業母公司），为利氏家族奠下了“地产王国”的基础。此後更涉足金融、貿易等多方面投資。據報導，其地產王國更擴至灣仔利東街，雖然另一史料標明利希慎只購得一條街道，但該街頭為利通街:141而非利東街。

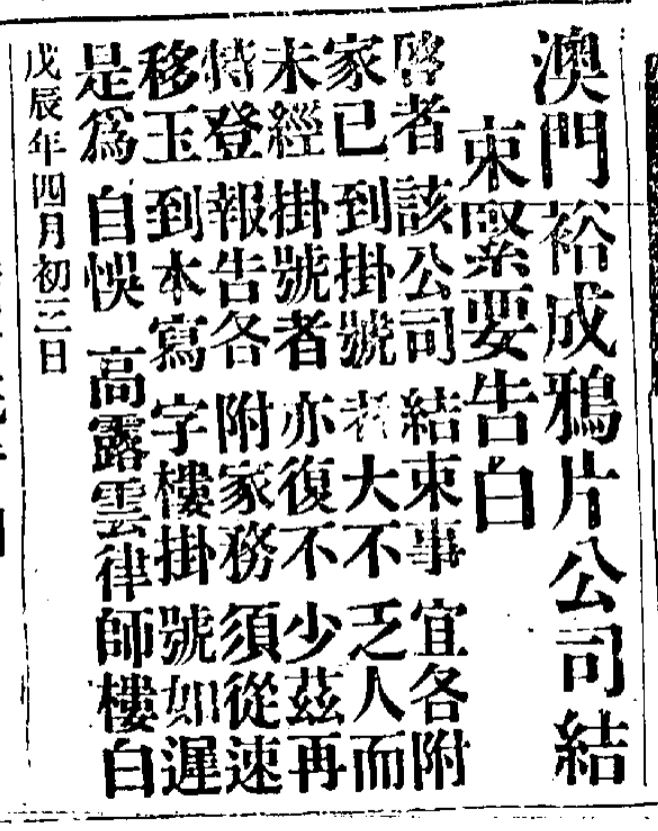
毒販利希慎被槍斃後，澳門裕成鴉片公司刊登結業通告

1928年初，他聽聞澳門鴉片管理專員羅保（Pedro Lobo）將鴉片專賣權轉給另一間公司佑生行。他為了保住其公司裕盛行在澳門的鴉片專賣權，向澳督呈交請願書。羅保感到被辱，因而告利希慎誹謗。4月16日審結，法官判從事毒品貿易的利希慎勝訴。澳葡政府亦稱無意將裕盛行的專賣權轉予其他公司。但是利希慎因而與人結怨，招來殺身之禍。就在兩星期後，1928年4月30日中午，利希慎在中環九如坊至威靈頓街之間的路段，被暗殺，身中三槍，呼救幾聲後倒地，當場喪命，而殺手逃去無蹤。被刺消息幾小時後傳到澳門，華人住宅和商店紛紛大放鞭炮慶祝，炮仗聲持續不斷，晚上人們到娛樂場所歡聚作樂。槍殺案发生后，香港警方全力以赴缉拿疑兇，连利氏家族也悬赏两万元（这在当时是一笔巨款），却一直未能破案。但據其孫女、曾任加拿大參議院議員利德蕙所言，其父利銘澤因此事禁止所有家族成員前往澳門。
利希慎的遺產，扣除欠款後，總值2,716,400港幣，繳交八厘遺產稅217,312港幣。

## 公眾評價
雖說當年販賣鴉片是合法，畢竟是损人利己的偏門生意，故靠賣鴉片积累巨额财富的利希慎，自然招致大眾憎惡。當時有一首順口溜在香港廣為流傳：
|  | 利己害人 欺貧重富 神憎鬼厭 街知巷聞 |

首三句的開頭三字，就是利希慎的廣東話諧音。

## 外部連結
- 利希慎
- 利希慎